# Eggingen
Eggingen est une commune de Bade-Wurtemberg (Allemagne), située dans l'arrondissement de Waldshut, dans le district de Fribourg-en-Brisgau.

## Géographie
La commune est située à une altitude comprise entre 430 et 680 m.
La commune provient de la fusion des anciennes communes d'Obereggingen et Untereggingen.
Blasons des communes précédentes avant fusion:

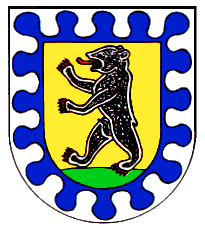
Obereggingen.
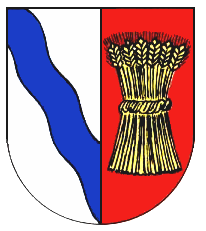
Untereggingen.

## Histoire
Le premier établissement cité relève de l'an 884. (Cloître de Saint-Gallen).

## Lieux et monuments
- Église paroissiale catholique Saint-Gallus.